# 256 Walpurga
256 Walpurga è un asteroide della fascia principale del diametro medio di circa 63,34 km. Scoperto nel 1886, presenta un'orbita caratterizzata da un semiasse maggiore pari a 2,9978375 UA e da un'eccentricità di 0,0705889, inclinata di 13,31176° rispetto all'eclittica.
Il suo nome fu dedicato a Santa Valpurga, una santa di origine sassone dell'VIII secolo.